# Oediplexia citrophila
Oediplexia citrophila là một loài bướm đêm trong họ Noctuidae.